# Kenny Milne (football)
Pour les articles homonymes, voir Kenny Milne et Milne.
Kenny Milne est un footballeur écossais né le 26 août 1979 à Alloa.

## Carrière
- 1997-98 : Heart of Midlothian  Écosse
- 1998-99 : Cowdenbeath  Écosse
- 1999-02 : Heart of Midlothian  Écosse
- 2001-02 : Cowdenbeath  Écosse
- 2002-05 : Partick Thistle  Écosse
- 2005- : Falkirk  Écosse